# Couzyn van Heuvelen
 (avril 2025).
La mise en forme du texte ne suit pas les recommandations de Wikipédia : il faut le « wikifier ».
Les points d'amélioration suivants sont les cas les plus fréquents :
- Les titres sont pré-formatés par le logiciel. Ils ne sont ni en capitales, ni en gras.
- Le texte ne doit pas être écrit en capitales (les noms de famille non plus), ni en gras, ni en italique, ni en « petit »…
- Le gras n'est utilisé que pour surligner le titre de l'article dans l'introduction, une seule fois.
- L'italique est rarement utilisé : mots en langue étrangère, titres d'œuvres, noms de bateaux, etc.
- Les citations ne sont pas en italique mais en corps de texte normal. Elles sont entourées par des guillemets français : « et ».
- Les listes à puces sont à éviter, des paragraphes rédigés étant largement préférés. Les tableaux sont à réserver à la présentation de données structurées (résultats, etc.).
- Les appels de note de bas de page (petits chiffres en exposant, introduits par l'outil «  Source ») sont à placer entre la fin de phrase et le point final[comme ça].
- Les liens internes (vers d'autres articles de Wikipédia) sont à choisir avec parcimonie. Créez des liens vers des articles approfondissant le sujet. Les termes génériques sans rapport avec le sujet sont à éviter, ainsi que les répétitions de liens vers un même terme.
- Les liens externes sont à placer uniquement dans une section « Liens externes », à la fin de l'article. Ces liens sont à choisir avec parcimonie suivant les règles définies. Si un lien sert de source à l'article, son insertion dans le texte est à faire par les notes de bas de page.
- La présentation des références doit suivre les conventions bibliographiques. Il est recommandé d'utiliser les modèles {{Ouvrage}}, {{Chapitre}}, {{Article}}, {{Lien web}} et/ou {{Bibliographie}}. Le mode d'édition visuel peut mettre en forme automatiquement les références.
- Insérer une infobox (cadre d'informations à droite) n'est pas obligatoire pour parachever la mise en page.

Pour une aide détaillée, merci de consulter Aide:Wikification.
Si vous pensez que ces points ont été résolus, vous pouvez retirer ce bandeau et améliorer la mise en forme d'un autre article.
 (avril 2025).
 (avril 2025).
Si vous disposez d'ouvrages ou d'articles de référence ou si vous connaissez des sites web de qualité traitant du thème abordé ici, merci de compléter l'article en donnant les références utiles à sa vérifiabilité et en les liant à la section « Notes et références ».
Couzyn van Heuvelen, né en 1987 à Iqaluit, au Nunavut, est un sculpteur et artiste d'installation inuk basé en Ontario. Son travail fusionne les traditions de l'art inuit avec des matériaux et des technologies contemporains, explorant des thèmes liés à la culture et à l'identité inuites.

## Biographie
Couzyn van Heuvelen naît en 1987 à Iqaluit, au Nunavut, mais grandit principalement dans le sud de l'Ontario. Issu d'une famille inuite, il est fortement influencé par l'héritage culturel de son peuple, bien qu'il ait grandi loin de sa terre natale. Cette double identité, à la fois enracinée dans la culture inuite et influencée par son environnement urbain, se reflète dans son travail artistique.
Il obtient un baccalauréat en beaux-arts de l'Université York en 2011, puis une maîtrise en beaux-arts du Nova Scotia College of Art and Design en 2015. Sa formation lui permet d'explorer diverses techniques artistiques et de développer un langage visuel unique qui s'inspire des formes et des objets traditionnels inuits, tout en utilisant des matériaux modernes et des technologies de fabrication avancées.

## Pratique artistique
La pratique artistique de Couzyn van Heuvelen est ancrée dans la culture matérielle inuite, qu'il revisite à travers une approche contemporaine. Son travail questionne l'authenticité, la tradition et l'évolution des objets culturels.
Il est connu pour utiliser des méthodes industrielles, comme la fabrication en aluminium et l'impression 3D, pour réinterpréter des objets traditionnels inuits tels que les flotteurs de chasse, les traîneaux et les leurres de pêche. Son objectif est de mettre en lumière la manière dont ces objets ont été utilisés et continuent d'évoluer dans un contexte contemporain.

### Avataq
Avataq est une série de sculptures inspirées des flotteurs de chasse au phoque traditionnels inuits. Traditionnellement fabriqués à partir de peau de phoque gonflée, ces objets servaient à suivre la trace des animaux blessés lors de la chasse. Dans ses sculptures, van Heuvelen recrée ces flotteurs en aluminium et en nylon gonflable, jouant sur l'échelle et la matérialité pour transformer ces objets utilitaires en installations monumentales.

### Nitsiit[3]
Nitsiit est une série d'œuvres qui revisite les leurres de pêche inuit, traditionnellement sculptés dans des matériaux naturels comme l'os, le bois et la corne. Van Heuvelen remplace ces matériaux par de l'argent, du laiton et des technologies modernes comme la découpe laser, soulignant la persistance et l'adaptation des pratiques inuites dans le monde moderne.

### Qamutiik[3]
Qamutiik est une série d'œuvres inspirée des traîneaux inuits. Il recrée ces objets traditionnels en utilisant des matériaux industriels modernes, mettant en évidence la manière dont les objets culturels évoluent avec le temps.

## Expositions et reconnaissance
Couzyn van Heuvelen a participé à de nombreuses expositions au Canada et à l'international. Parmi les institutions qui ont présenté son travail figurent :
- Winnipeg Art Gallery - Qaumajuq
- The Power Plant, Toronto
- Pātaka Art + Museum, Nouvelle-Zélande
- Nuit Blanche Toronto
- Biennale de sculpture canadienne
- Centre d'art autochtone de l'Université Carleton

En 2018, il est présélectionné pour le Prix Sobey pour les arts et en 2021, il est finaliste du Prix commémoratif Kenojuak Ashevak, récompensant les artistes inuits contemporains.

## Influence et impact
Le travail de Couzyn van Heuvelen remet en question la perception traditionnelle de l'art inuit, souvent associé à la sculpture sur pierre ou à l'artisanat. En introduisant des matériaux modernes et des techniques industrielles, il offre une vision contemporaine de l'identité inuit et interroge la manière dont cette identité est perçue dans un monde globalisé.
Son approche contribue à une redéfinition de l'art inuit contemporain, en le positionnant dans un dialogue plus large avec l'art conceptuel et les nouvelles technologies.